# Gran Torrubia
Gran Torrubia es una localidad española perteneciente al municipio de Muel, en la provincia de Zaragoza.
Muy próxima a esta localidad pasa la Autovía Mudéjar, que une Zaragoza con Valencia.